# イクリニャ
イクリニャ（スペイン語: Ikurriña、バスク語: Ikurrina）は、文脈によって「バスク民族旗」、「バスク国旗」、「バスク自治州旗」のいずれかを指す。バスク語で記号や徴（しるし）を意味する「ikur」に基づいたサビノ・アラナの造語である。

## 特徴
デザインに関してはユニオンジャックの影響が指摘されている。縦280センチ×横500センチの長方形であり、赤地の上で緑の斜め十字と白の十字を交差させたものである。。緑線と白線の幅は等しい。赤はバスク人を、緑は「ゲルニカのオークの木」を、白の十字はカトリックの信仰をそれぞれ意味している。バスクの伝統的な議会は「ゲルニカの木」の下で開かれたことから、「ゲルニカの木」は伝統的な法や民族の自治・自由といった価値を象徴する。
一般にこの旗はバスク人の民族的なシンボルと考えられており、フランス領である北バスクや在外バスク系コミュニティでも広く用いられている。また、バスクの分離独立を要求する（自治州政府とは敵対する）急進的民族主義者によっても掲げられている。一方、バスク民族主義党という一政党（長らく自治州政府の政権党だった）の党旗でもあることを理由に、この旗をバスク全体を代表するシンボルとすることに対する異論もある。

## 歴史
イクリニャをデザインしたのは「バスク民族主義の父」サビノ・アラナとルイス・アラナのアラナ兄弟であり、1894年春頃にデザインが固まったとされる。同年7月14日にビルバオにあるバスク人会議（Euzkeldun Batzokija、バスク民族主義党の前身）の建物に初めて掲げられた。サビノ・アラナはあくまでもバスク民族主義党の党旗としてイクリニャをデザインしており、バスク7地域それぞれの旗と、バスク全域を統合するバスク連邦旗もデザインしているが、イクリニャのみが認知されてバスク民族旗やバスク国旗として受容された。

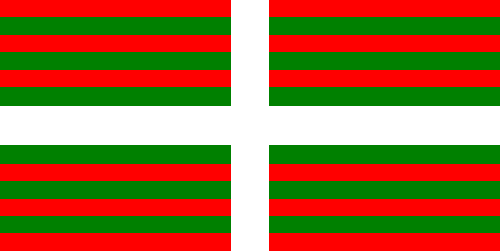
アラナが提案したバスク統合旗
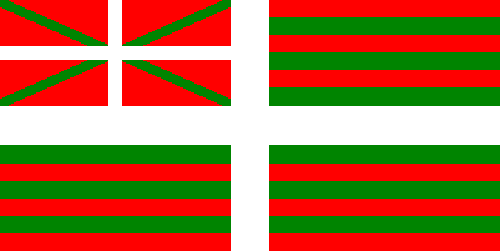
アラナが提案したビスカヤの旗
?アラナのデザインによる当初のイクリニャ

1895年、アラナらが創設したバスク民族主義党は、イクリニャを党旗として民族運動を展開した。1923年にはミゲル・プリモ・デ・リベラ政権がイクリニャを非合法化しているため、それまでにスペイン政府が厄介に思うほどには普及していたと考えられる。1920年代後半にはフランス領バスクにも浸透した。1932年にはバスク民族主義党が「祖国バスクの日」を制定して催事でイクリニャを用い、1936年には発足したばかりのバスク自治政府がイクリニャを自治政府の旗として採用した。
1939年にスペイン内戦が終結してフランコ独裁時代が開始されると、スペイン・バスクにおいてイクリニャは公的空間から完全に除外された。内戦から独裁時代にはバスク地方におけるフランコ政権への抵抗のシンボルとなり、内戦の勃発日（1936年7月17日）、ゲルニカ爆撃の日（1937年4月26日）、フランコが制定したスペイン国民の日などには、非合法ながら教会・大聖堂・山頂などにイクリニャが掲揚され、通りの壁やビラなどにイクリニャが描かれた。バスク民族主義党から分裂した急進的非合法組織バスク祖国と自由(ETA)の活動は、まずこの旗を公共の場に掲げることから始められた。
1975年にフランコが死去するとスペインは民主化の時代を迎え、1977年にはイクリニャの掲揚が合法化された。バスク自治州が発足すると、1978年12月18日にはイクリニャはバスク自治州旗に採用された。自治州内の公共機関では必ずスペイン国旗とともにイクリニャの掲揚が義務付けられている。フランス領バスクでもイクリニャの掲揚は容認されており、フランス領バスクの中心都市であるバイヨンヌ市庁舎にはバイヨンヌ市旗、東バイヨンヌ小郡旗、イクリニャ、フランス国旗、欧州旗の5本の旗が掲げられている。

## 名称
「イクリニャ」 (Ikurrina) という名称はサビノ・アラナによって造られた。
アラナは、バスク語の動詞「irakurri」（読む）に含まれる「ra」は古い使役の接辞であると考え、それを取り除いた「*ikurri」という動詞があったと仮定した。さらに、この動詞の意味は「示す」であったと考え、そこから「*ikur」（示すもの）という名詞を抽出した。「*ikur」に、アラナが考案した接尾辞「-in」を付けたものが「ikurrin」、これに定冠詞「a」を付けた形が「ikurrina」である。当初は「旗」一般を指す言葉として提案されたが、バスクのシンボルとされたこの旗を指す言葉として定着した。
なお、アラナが提案した正書法で「ikurrin」は「ikuŕiñ」と綴られる。

## 影響
イクリニャは、バスク人航海者が多く移住した北大西洋のフランス領サンピエール・ミクロンの旗の一部を構成している。

ナバラ王国の旗
ETA系の民族主義政党バタスナの旗
サンピエール・ミクロンの旗